# Hôtel de ville de Metz
L’hôtel de ville de Metz, situé place d’Armes, héberge la mairie de la commune de Metz.
La façade de cet édifice néoclassique — ainsi que la couverture —, fait l’objet d’un classement au titre des monuments historiques depuis le 15 décembre 1922.

## Contexte historique
Gouverneur des Trois-Evêchés, le maréchal Charles Louis Auguste Fouquet de Belle-Isle, acquis aux idées des Lumières, décide de repenser l’urbanisme de Metz dès 1728. 
Après avoir doté la ville d’un nouveau théâtre sur l’île du Petit-Saulcy — aujourd’hui le plus ancien théâtre de France en activité —, il souhaite aérer le quartier de la cathédrale, en y créant comme cela se fait alors partout une « place royale » centrale, entourée de plusieurs bâtiments publics. 
Les lieux étant alors occupés par des églises, des couvents et le palais des Treize, qui sert d’hôtel de ville, les négociations s’engage avec l’évêché et la bourgeoisie messine. 
Elles dureront vingt ans pendant lesquelles la France sera mêlée aux guerres de succession de Pologne et d’Autriche et Metz, qui défend l’état, accueillera en ses murs le roi Louis XV et protégera Stanislas Leszczynski, beau-père du roi, mis par celui-ci à la tête des duchés de Lorraine et de Bar voisins.
Le maréchal-gouverneur fait finalement appel à l’architecte Jacques-François Blondel pour le projet de l’Hôtel de ville.

## Construction et aménagements
La construction du nouvel édifice commence en 1761 et les travaux durent dix ans. 
Une partie complémentaire, à l’emplacement de l’église Saint-Gorgon, ne fut achevée qu’en 1788. 
Construit en pierre de Jaumont, le bâtiment d'un sobre style néoclassique français possède une façade de deux étages longue de 92 mètres donnant sur la place d’Armes face au côté gauche de la cathédrale Saint-Étienne. 
Sa façade comprend neuf arcades entourées de deux avant-corps dont les frontons ont été ornés par J.-C. Rollier et dont les sculptures laissent apparaître l’allégorie de la guerre, drapeaux, lances et boucliers mais aussi l’allégorie de la ville à l’endroit du salon de Guise qui représente le commerce, l’architecture ou encore la main de la justice.
À l’intérieur du bâtiment, après le péristyle se trouve un escalier monumental qui mène au grand salon de réception et dont le garde-corps est dû à Joseph Cabossel et Pierre Janin. Les huisseries sont de Claude Louvart et Louis Laforet.
Parmi les décorations intérieures on peut noter les deux statues, représentant la Justice et La Prudence qui ornent l’escalier monumental ainsi que des vitraux de Laurent-Charles Maréchal. 
Un portrait de Lasalle, général « fou » de cavalerie légère de Napoléon aux nombreux faits d'armes, né à Metz en 1775 et mort à la bataille de Wagram en 1809 à 34 ans, a été placé dans l'un des salons.

## Affectations successives
L'hôtel de ville de Metz n'a pas changé d’affectation depuis sa création au XVIIIe siècle. 
En 2007, Christophe Bottineau, architecte en chef des monuments historiques qui a mené le projet restauration de la place d’Armes, a fait nettoyer la façade fortement altérée par la pollution. Un dispositif a été mis en place pour éclairer les deux niveaux supérieurs du bâtiment sans oublier la toiture éclairée depuis la corniche. Les vitres, les grilles et ouvrages en tôle ont également été refaits.